# 王淑陵
王淑陵（1535年—？年），字之義，號正吾，山西澤州陽城縣人，明朝政治人物。

## 生平
由國子生中式山西鄉試第五十六名舉人，會試中式第三百六十名。嘉靖四十四年（1565年）乙丑科廷试三甲九十名進士。工部观政，本年六月授嵩縣知縣。隆慶元年（1567年）十二月降趙州判官，二年十二月升枣强知县，四年六月擢大理寺評事，万历三年（1575年）二月轉工部主事，五年二月升员外，管临清砖厂，六年八月升郎中，八年正月升河南副使，十年九月升本省右參政兼按察司佥事，十一年正月考察听调，十五年十一月起补四川右參政，十九年七月復除湖廣左參政，所至有聲。二十年正月致仕。

## 家族
曾祖王鼎，壽官；祖王緯，壽官贈知县；父王言，累封员外郎；前母李氏，累赠宜人；母田氏，累封宜人。弟淑喬；淑通；淑曾；淑旦；淑縉；淑燦；淑吉。